# Olivier Dumont
Olivier Dumont, né le 6 mars 2002 à Visé en Belgique, est un footballeur belge qui joue au poste de milieu de terrain au RWDM Brussels. Il possède également la nationalité néerlandaise.

## Biographie

### En club
Né à Visé en Belgique, Olivier Dumont est notamment formé par le RCS Visé avant de poursuivre sa formation au Standard de Liège. Les Liégeois lui offrent son premier contrat professionnel en juin 2020,. C'est avec ce club qu'il fait ses débuts en professionnel, jouant son premier match le 23 juillet 2021, lors d'une rencontre de championnat face aux KRC Genk. Il entre en jeu à la place de João Klauss. Les deux équipes se neutralisent avec un but partout,.
En octobre 2021, il suscite l'intérêt de plusieurs clubs tels que le Saint-Trond VV, le KV Courtrai, La Gantoise et le Lille OSC. Malgré l'intérêt porté par ces clubs, il prolonge son contrat au Standard jusqu'en juin 2024. Plus tard dans la saison, Luka Elsner, qui remplace Mbaye Leye au poste d'entraîneur, l'envoie dans le noyau B.
Il s'engage avec le Saint-Trond VV en juin 2022. Le 9 avril 2023, il inscrit son premier but en championnat contre le KV Ostende.
Laissé libre de tout contrat par les Trudonnaires, Olivier Dumont s'engage lors du mercato estival 2025 avec le RWDM Brussels, sigant jusqu'en 2027, avec une année supplémentaire en option.

## Statistiques

### En club
| Saison                | Club                  | Championnat           | Championnat | Championnat | Championnat | Coupe(s) nationale(s) | Coupe(s) nationale(s) | Coupe(s) nationale(s) | Autres compétitions | Autres compétitions | Autres compétitions | Autres compétitions | Total | Total | Total |
| Saison                | Club                  | Division              | M.          | B.          | P.d.        | M.                    | B.                    | P.d.                  | Comp.               | M.                  | B.                  | P.d.                | M.    | B.    | P.d.  |
| 2021-2022             | Standard de Liège     | Division 1A           | 2           | 0           | 0           | -                     | -                     | -                     | -                   | -                   | -                   | -                   | 2     | 0     | 0     |
| 2022-2023             | Saint-Trond VV        | Division 1A           | 8           | 1           | 0           | 2                     | 0                     | 0                     | -                   | -                   | -                   | -                   | 10    | 1     | 0     |
| 2023-2024             | Saint-Trond VV        | Division 1A           | 12          | 0           | 0           | 2                     | 0                     | 0                     | PO2                 | 5                   | 0                   | 0                   | 19    | 0     | 0     |
| 2024-2025             | Saint-Trond VV        | Division 1A           | 13          | 1           | 0           | 2                     | 1                     | 0                     | PO3                 | 2                   | 0                   | 0                   | 17    | 2     | 0     |
| Sous-total            | Sous-total            | Sous-total            | 33          | 2           | 0           | 6                     | 1                     | 0                     | -                   | 7                   | 0                   | 0                   | 46    | 3     | 0     |
| 2025-2026             | RWDM Brussels         | Division 1B           | 2           | 0           | 0           | -                     | -                     | -                     | -                   | -                   | -                   | -                   | 2     | 0     | 0     |
| Total sur la carrière | Total sur la carrière | Total sur la carrière | 37          | 2           | 0           | 6                     | 1                     | 0                     | -                   | 7                   | 0                   | 0                   | 50    | 3     | 0     |